# 1551年聖品人婚姻法令
《1551年聖品人婚姻法令》（英語：Clergy Marriage Act 1551；5 & 6 Edw 6 c 12）是英格蘭國會的一項法令。
整部法令當時尚未廢除的部分由《1969年成文法（廢除）法令》的第1條及附表第II部廢除。

## 第2條
本條由《1925年遺產管理法令》第56條及附表2第I部廢除。

## 第4條
本條由《1887年成文法編正法令》第1條及附表廢除。